# Honorifikum
Honorifikum je titul či čestný epitet, který vyjadřuje úctu, zdvořilost nebo respekt k postavení nebo hodnosti.

## Užití
Používá se při oslovování nebo odkazování na určitou osobu. Někdy se termín „čestné honorifikum“ používá ve specifičtějším smyslu k označení čestného akademického titulu. Často se také spojuje se systémy zdvořilostní řeči v lingvistice, což jsou gramatické nebo morfologické způsoby popisování relativního sociálního postavení daných osob. Honorifikum může být použito jako předpona nebo přípona v závislosti na dané situaci a prezentaci v souladu se místními osloveními a společenskými pravidly (zvyklostmi).
Typicky se honorifika používají jako styl v gramatické třetí osobě (Jeho Excelence) a jako forma oslovení ve druhé osobě (Vaše Výsosti). Některé jazyky mají anti-čestné (despektivní nebo ponižující) formy první osoby (výrazy jako „váš nejpokornější služebník“ nebo „tato nehodná osoba“), jejichž užití má zvýšit čest přiznávanou oslovované osobě.